# Enforcer (Lenkwaffe)
Der Kleinflugkörper Enforcer des Herstellers MBDA ist ein leichtes schultergestützes Lenkflugkörpersystem für den Einsatz bei der Infanterie. Damit können ungepanzerte, leicht gepanzerte Fahrzeuge, mobile und stationäre Ziele sowie in gedeckter, teilgedeckter Stellung und in Infrastrukturen bekämpft werden. Der Wirkradius der Waffe beträgt ab 500 bis zu 2000 m.
Es ist eine Fire-and-Forget-Waffe mit LOBL-Funktion (lock on before launch) und nachtkampftauglich. Das Gewicht des Flugkörpers liegt bei 7 kg, dazu kommt das Gewicht für das Visier und die Abschussvorrichtung. Der dafür entwickelte Explosivstoff und Gefechtskopf stammt von der TDW Gesellschaft für verteidigungstechnische Wirksysteme mbH, die Antriebstriebwerke von der Bayern-Chemie GmbH – beides Tochterfirmen von MBDA.
In der Bundeswehr wurde die Lenkwaffe als „Leichtes Wirkmittel 1800+“ eingeführt. Am 20. Dezember 2019 wurde vom Bundesamt für Ausrüstung, Informationstechnik und Nutzung der Bundeswehr ein Beschaffungsvertrag über 850 Stück für 76 Millionen Euro unterzeichnet. Die Einführung bei der Bundeswehr erfolgte 2024.
Vom Hersteller wird auch die Möglichkeit des Einsatzes gegen Luftziele oder gegen stärker gepanzerte Fahrzeuge (mit jeweils anderem Sprengkopf) beworben, ebenso wie der Einsatz von Booten oder als Luft-Boden-Rakete von einer Drohne aus.
Auf Basis des Enforcers entwickelte MBDA einen auf die Drohnenabwehr spezialisierten Flugkörper unter der Bezeichnung Small Anti Drone Missile (SADM). Seit Juni 2025 wird das Produkt unter dem Namen DefendAir vermarktet. Im Unterschied zum Enforcer verfügt DefendAir über einen anderen Suchkopf und einen Booster zur Steigerung der Reichweite auf ca. 5 Kilometer.